# Prunus humilis
Prunus humilis är en rosväxtart som beskrevs av Aleksandr Andrejevitj Bunge. Prunus humilis ingår i släktet prunusar, och familjen rosväxter. Inga underarter finns listade i Catalogue of Life.